# 2022년 세계 배드민턴 선수권 대회
제27회 세계 배드민턴 선수권 대회는 2022년 일본 도쿄에서 열릴 예정인 국제 배드민턴 대회이다.